# Román Shishkin
Román Aleksándrovich Shishkin (del ruso: Роман Александрович Шишкин) (*27 de enero de 1987, Vorónezh) es un futbolista ruso que juega como defensor en el F. C. Znamya Noginsk de la Liga de Fútbol Profesional de Rusia.

## Carrera
Shishkin se graduó de la escuela de fútbol local y a los 15 años obtuvo su primer contrato profesional con el FC Fakel. Después de algún tiempo con el Fakel se trasladó al Spartak de Moscú.
Hizo su debut profesional en el Spartak en 2004, cuando Nevio Scala comenzó a probar una gran cantidad de jugadores muy jóvenes. Román, eventualmente, perdió su posición en el equipo titular. En 2006, cuando Fedotov fue designado como DT, Shishkin comenzó a jugar en el equipo titular tras la lesión de Egor Titov. Shishkin jugó como lateral derecho. Luego, Shishkin fue cedido a préstamo al Krylia Sovetov Samara.
El 12 de septiembre de 2006, Shishkin hizo su debut en Europa después de que entró como suplente en la UEFA Champions League en un partido contra el Bayern Munich. A finales del 2006, la UEFA mencionó a Shishkin como uno de los ocho jugadores más prósperos de Europa.
El 6 de julio de 2010 se incorpora a la disciplina del FC Lokomotiv Moscú, debutando en competición oficial el 7 de agosto del mismo año, en un encuentro de liga ante el Krylia Sovetov Samara.

## Selección nacional
Shishkin fue convocado por Guus Hiddink para participar en las sesiones de concentración de la selección nacional de Rusia. En la misma, debutó el 24 de marzo de 2007 frente a Estonia, partido que ganó Rusia por 2-0.